# Devoradores de cadáveres
Devoradores de cadáveres (1976) (título original: Eaters of the Dead) es una novela del autor estadounidense Michael Crichton, la cual nace como un ejercicio fantástico donde el escritor plantea un posible origen real del mito de Beowulf, relatado en el poema de la tradición británica que lleva el mismo nombre. Para simular este presunto origen histórico de los sucesos relatados en el poema, Crichton atribuye la obra a un personaje histórico, el cronista árabe Ibn Fadlan, quien protagoniza el relato y a la vez cumple el rol de narrador de sus sucesos. En esta obra también se especula sobre la supervivencia del Hombre de Neanderthal (Homo neanderthalensis) y su convivencia con el humano moderno hasta periodos históricos recientes.

## Reseña
La historia comienza con las tribulaciones de Ibn Fadlan en la Bagdad del siglo X, donde se ve involucrado como amante secreto de un personaje de renombre. Tales problemas llevan al cronista, por recomendación de amigos, a utilizar una misión que le llevaría a territorios septentrionales para evadir tales conflictos.

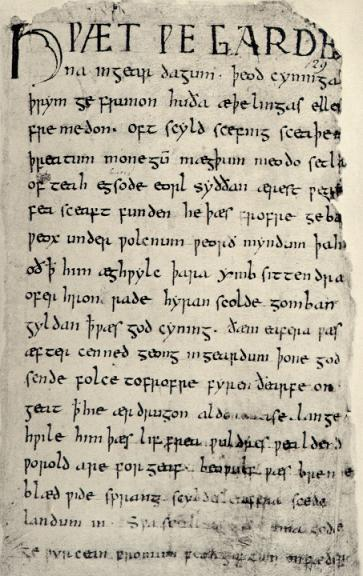
Primera página del poema Beowulf.

Después de algunas situaciones en el camino, Ibn Fadlan se encontrará en las tierras bajo el dominio de los que él denomina "Rus". Aunque este término se asocie actualmente como gentilicio de los pueblos de Europa Oriental, según la descripción en las notas al pie del propio Crichton, los personajes de la novela parecieran pertenecer a alguna tribu vikinga de Dinamarca. En este encuentro Ibn Fadlan presencia un funeral vikingo, impresionándole (específicamente repeliéndole) las costumbres de los nativos del lugar. En una reunión entre los vikingos, de la cual Ibn Fadlan comprende algo gracias a la traducción de uno de los presentes que domina el latín, el personaje se entera de un extraño mal que azota el reino norteño de Hrothgar, al que denominan Wendol (un nombre que alude al personaje Grendel de Beowulf). Bulywyf (que alude al nombre Beowulf), un líder vikingo, es anunciado por el Ángel de la Muerte (un oráculo tribal) como el héroe que opondrá sus fuerzas a este mal, escogiendo a 12 guerreros que le acompañarán en su hazaña, lo que entera un número de 13 guerreros asignados a la travesía. El oráculo predice que el guerrero número trece debe ser un extranjero, por lo que Ibn Fadlan se ve involucrado en la aventura, contra su voluntad. 
En el desarrollo de la novela, el cronista árabe se entera de que Wendol es en realidad el nombre de un pueblo de hombres salvajes (supuestamente Neanderthal, según notas al pie del autor) que visten pieles de oso (una alusión al supuesto culto de los Neanderthal al extinto Oso de las Cavernas (ursus spelaeus)), los cuales se involucran en diversos pillajes en los que saquean y masacran a los pueblos de Hrothgar, cometiendo incluso actos de canibalismo. La estrategia del grupo es atacar a la madre (matriarca) de los Wendol (una alusión al personaje Woktja del poema Beowulf), una mujer cuya representación es una figurilla similar a la famosa Venus de Willendorf, haciendo referencia al pasado Paleolítico. Una vez muerta la líder, los Wendol contraatacan buscando venganza, desatando al Gusano de Fuego (alusión al Dragon del poema Beowulf). Este gusano de fuego es en realidad un ejército en el que marchan filas y filas de guerreros Wendol, que al portar antorchas desde la lejanía dan la impresión de ser un gigantesco animal hecho de llamas. En este enfrentamiento final, la amenaza de los Wendol es repelida, hazaña que cobra la vida del héroe Buliwyf. 
Finalmente Ibn Fadlan retorna a su patria, poniendo estos sucesos por escrito, cumpliendo así una promesa que este había realizado a Bulliwyf.

## Recepción de la crítica
Devoradores de cadáveres no fue acogida de manera positiva por la comunidad literaria en sus comienzos. Se criticó su valor como novela, pero sobre todo las licencias y errores históricos que el autor pasó por alto para construir el relato, entre los cuales se cuentan:
- La presentación de hombres de Neanderthal supervivientes a la Glaciación de Würm, teoría que no tiene ningún asidero en el registro fósil.
- La alusión a la madre de los Wendol en la figurilla similar a la Venus de Willendorf, que no estaba asociada al hombre de Neanderthal.
- La antropofagia en el hombre de Neanderthal. Si bien es cierto que la antropología moderna ha confirmado el canibalismo en este homínido, en ningún caso este hábito se dio de la manera en la que se presenta en la novela, sino más bien respondía a un rito religioso relacionado al culto a los muertos.
- La descripción de ritos vikingos de manera incorrecta, específicamente en el caso del funeral que Ibn Fadlan presencia en el principio del relato.

A pesar de ello, y con el paso del tiempo, la novela ha tenido mayor acogida, siendo incluso adaptada al cine de la mano del director John McTiernan en la producción El guerrero número trece, protagonizada por Antonio Banderas en el rol de Ibn Fadlan.